# Parejovo ladění
Parejovo ladění je nerovnoměrně temperované ladění, které ve svém traktátu

popsal španělský hudební teoretik
Bartolomeo Ramos de Pareja (datováno 1482).
Vyšel, jak bylo v té době obvyklé, z ladění pythagorejského. Ladil tudíž podle čistých kvint, přitom ale na jednom místě naladil čistě velkou tercii F-A. Tím pádem mu namísto  pythagorejského komatu vzniklo koma syntonické a to nevytlačil až na kraj tónové řady, jak bylo běžné, ale nechal jím zmenšit přímo kvintu G-D. Tím pádem získal několik po sobě jdoucích čistě naladěných kvintakordů: B-dur, F-dur, C-Dur, d-moll, a-moll, e-moll. Vypadá to, že i když vycházel z ladění pythagorejského, tedy kvintového,
předznamenal svým postupem ladění středotónové, založené na vylepšení tercií.
Postup byl tedy následující: Od tónu A naladil čistě spodní velkou tercií tón F. Potom od tónu F postupoval
kvintovým kruhem (tedy pythagorejsky) na tóny C, G a potom z tónu A spodní kvintou na D. Tím pádem vznikla
kvinta G-D, zúžená oproti čisté o velikost syntonického kommatu. Zbývající tóny naladil
opět po čistých kvintách: od tónu A po směru kvintového kruhu naladil postupně E, H, Fis a Cis a od tónu F
proti směru kvintového kruhu tóny B, Dis, Gis. Tím pádem mu mezi tóny Cis a Gis vznikla kvinta,
užší oproti čisté pouze o schisma (1,9 centu, což je hodnota velice blízká jedné dvanáctině
pythagorejského komatu, tj. tato kvinta byla naladěná prakticky rovnoměrně temperovaně).
Výsledek tohoto ladění můžeme popsat pomocí takto modifikovanéno kvintového kruhu:
| Kvinty                              | Poměr frekvencí                                       | Popis                                   | Centy |
| ----------------------------------- | ----------------------------------------------------- | --------------------------------------- | ----- |
| Gis – Dis Dis – B B – F F – C C – G | {\displaystyle {\frac {3}{2}}}                        | Čistá kvinta                            | 702   |
| G - D                               | {\displaystyle {\frac {3}{2}}:{\frac {81}{80}}}       | Čistá kvinta zmenšená o syntonické koma | 680   |
| D – A A – E E – H H – Fis Fis - Cis | {\displaystyle {\frac {3}{2}}}                        | Čistá kvinta                            | 702   |
| Cis - Gis                           | {\displaystyle {\frac {3}{2}}:{\frac {32805}{32768}}} | Čistá kvinta zmenšená o schisma         | 700   |